# Jaguar Mark I
Jaguar Mark 1 ist eine inoffizielle Bezeichnung, die den beiden Jaguar-Modellen Jaguar 2.4 Litre und Jaguar 3.4 Litre nach Erscheinen des Nachfolgers Jaguar Mark 2 gegeben wurde.
Der Jaguar 2.4 Litre war das erste Modell der Marke Jaguar mit selbsttragender Karosserie und wurde 1955 vorgestellt. Er hatte den Sechszylinder-Reihenmotor des Jaguar Mark VII und des Jaguar XK 140, jedoch mit verkürztem Hub und einem Hubraum von 2483 cm³. Die Bohrung betrug 83 mm bei 76,5 mm Hub. Er entwickelte 112 bhp und verlieh dem Wagen eine Höchstgeschwindigkeit von 160 km/h. Die Hinterräder wurden über ein Vierganggetriebe mit Mittelschaltung angetrieben. Ab 1956 war auf Wunsch ein Overdrive erhältlich. Ab Ende 1957 waren statt der Trommelbremsen wahlweise Scheibenbremsen an allen vier Rädern erhältlich. Die Karosserie wurde von Sir William Lyons entworfen und bei der Pressed Steel Company statisch durchkonstruiert, die sie auch lackierfertig herstellte. 
Im März 1957 kam, besonders auf amerikanischen Wunsch, der Jaguar 3.4 Litre ins Programm, mit einer unveränderten 3,4-Liter-Maschine, bekannt aus anderen Jaguar-Modellen (Sechszylinder-Reihenmotor mit 3442 cm³ Hubraum und 210 bhp). Seine Höchstgeschwindigkeit lag bei über 190 km/h. Für beide Modelle war ab Herbst 1957 ein Dreigang-Automatikgetriebe von Borg-Warner lieferbar.
Bis 1959 entstanden 19.891 Exemplare vom 2.4 Litre und 17.404 Exemplare des 3.4 Litre. Der Nachfolger des Modells war der Jaguar Mark 2.

## Produktionszahlen Jaguar Mark I
Gesamtproduktion laut dieser Quelle 38.541 Fahrzeuge von 1955 bis 1959
|                   | Jahr | 1955 | 1956  | 1957  | 1958   | 1959   | Summe  |
| ----------------- | ---- | ---- | ----- | ----- | ------ | ------ | ------ |
| Jaguar Mark I 2,4 |      | 11   | 7.733 | 4.197 | 4.467  | 3.600  | 20.008 |
| Jaguar Mark I 3,4 |      |      |       | 4.400 | 7.091  | 7.042  | 18.533 |
| Summe             |      | 11   | 7.733 | 8.597 | 11.558 | 10.642 | 38.541 |

Von den Jaguar Mark I 2.4 waren 3.719 Linkslenker und 16.259 Rechtslenker.
Von den Jaguar Mark I 3.4 waren 8.960 Linkslenker und 9.573 Rechtslenker.

## Bildergalerie

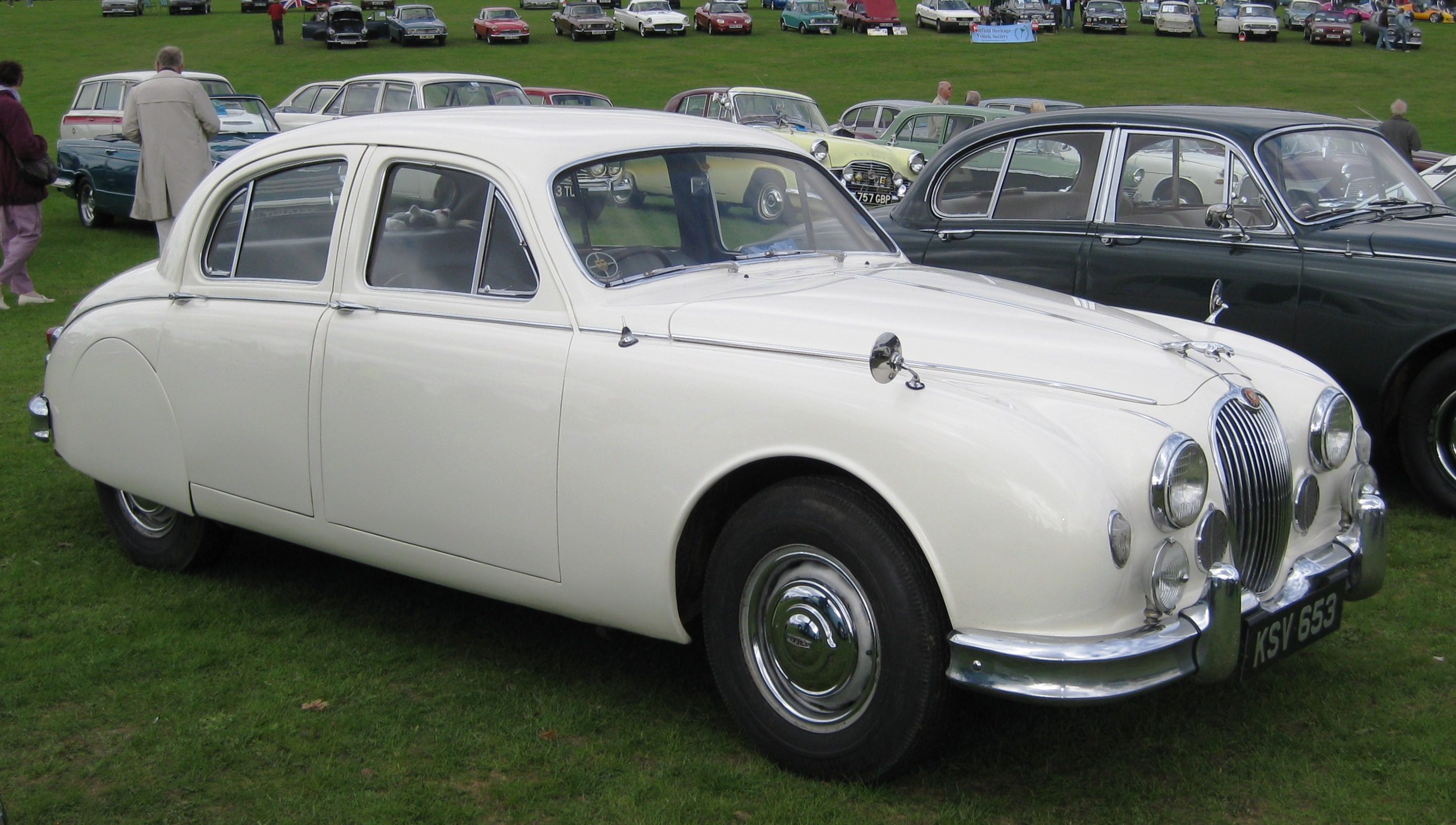
Jaguar Mark 1 2.4 Litre (1959)
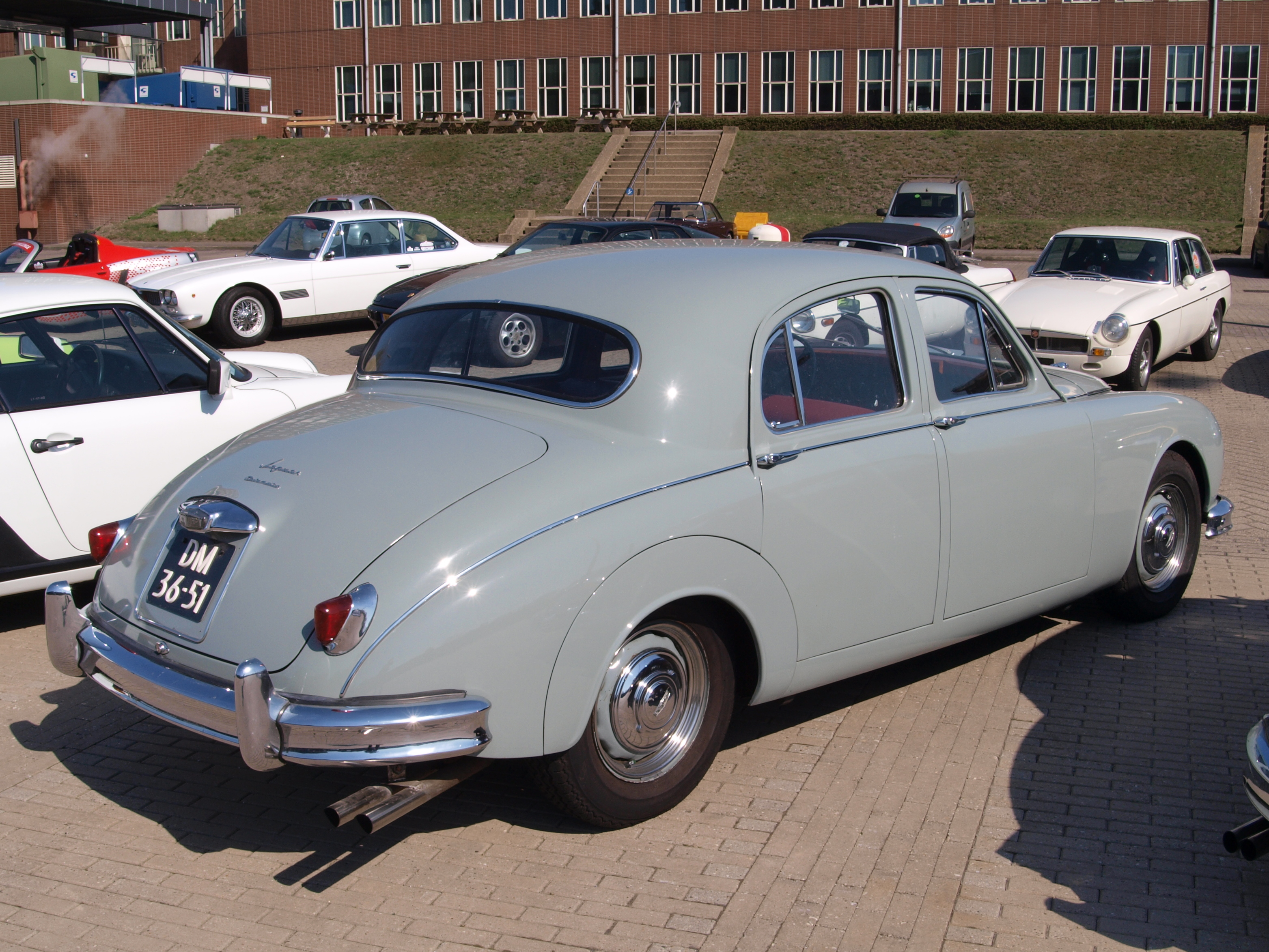
Jaguar Mark 1 (1957)
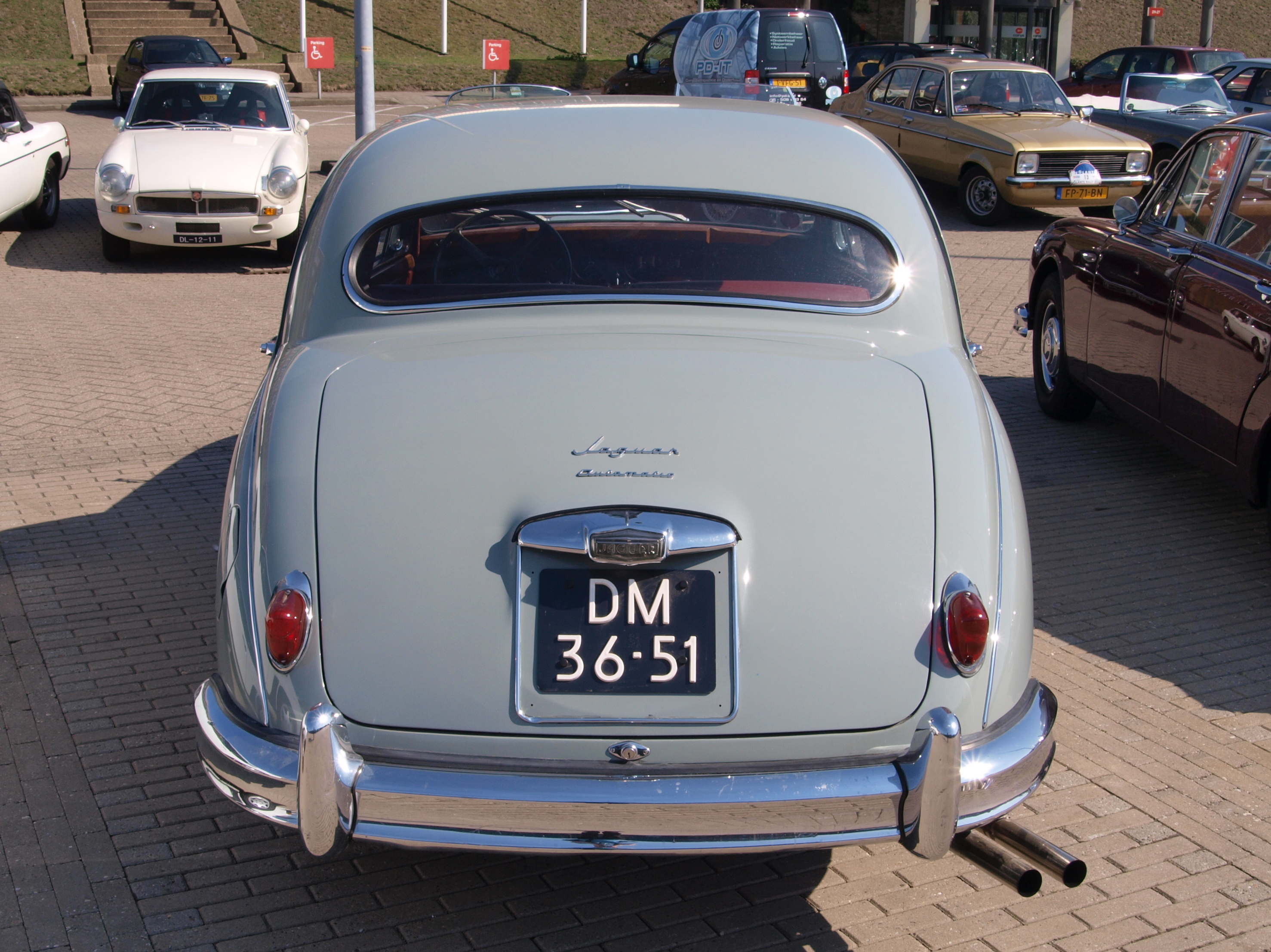
Jaguar Mark 1 (1957)
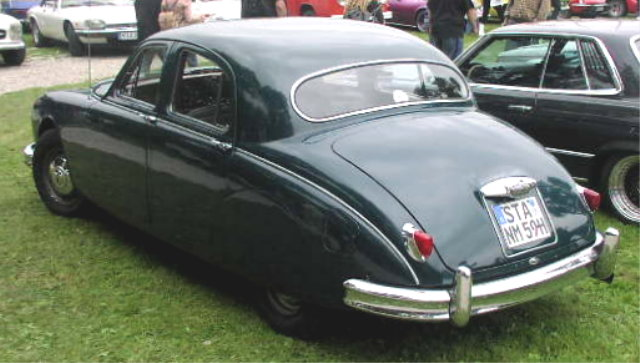
Jaguar Mark 1 2.4 Litre (1955)
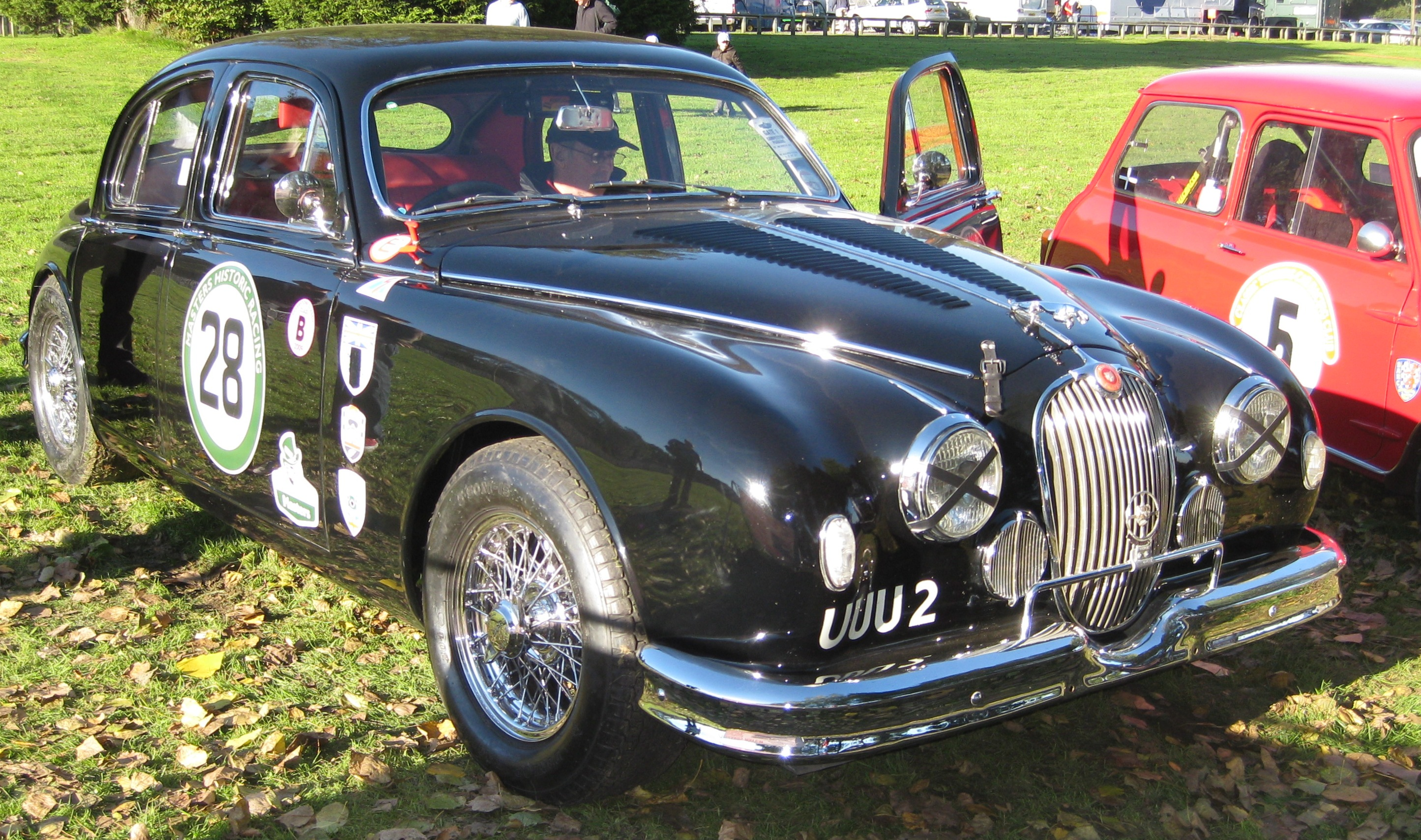
Jaguar Mark 1 3.4 Litre